# Apple A4

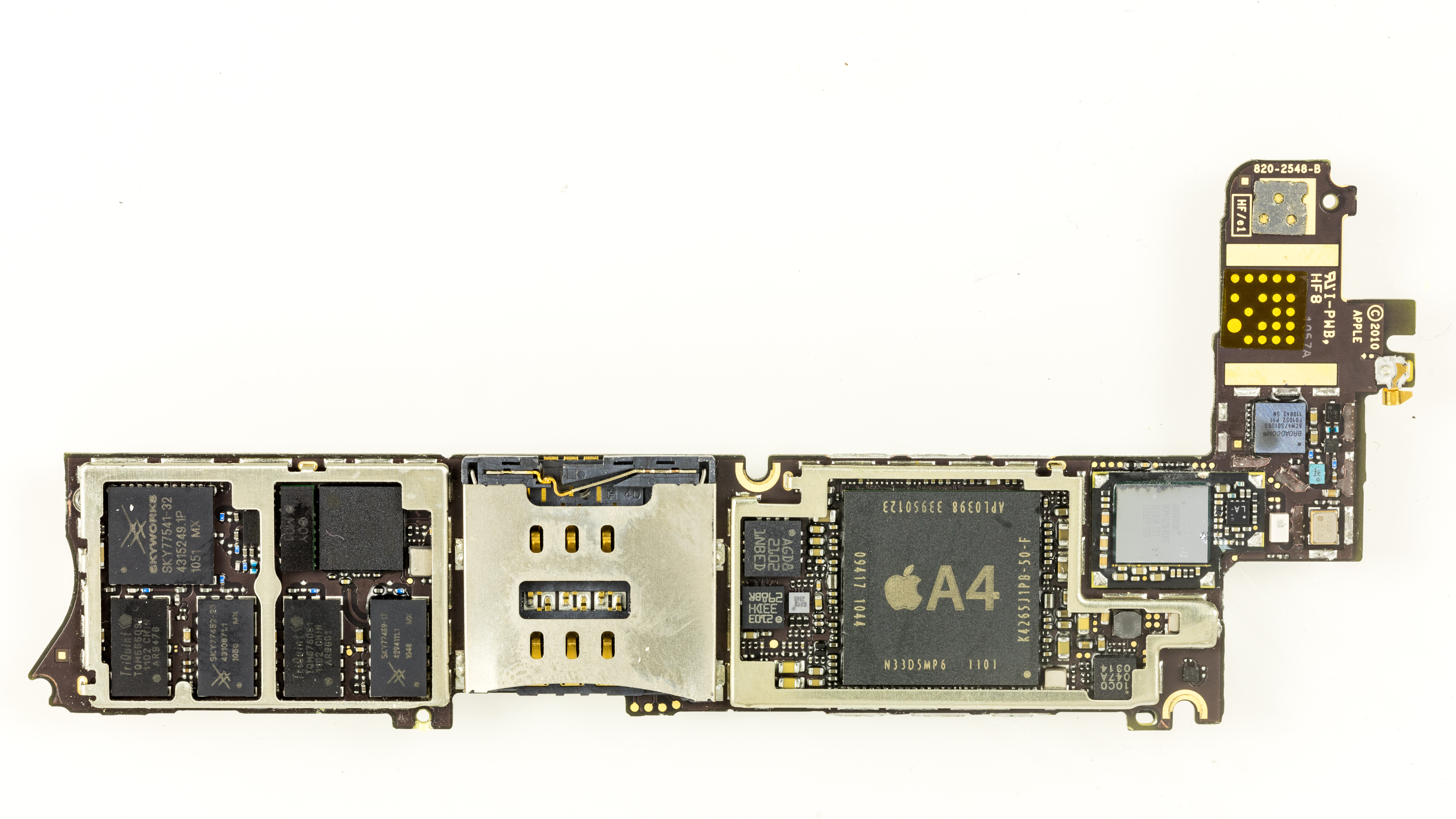
iPhone-4-Logicboard mit entferntem EMI-Shield

Der Apple A4 ist ein von Apple entwickeltes und von Samsung hergestelltes System-on-a-Chip (SoC). Der A4 wurde ab 2008 von Apples interner Chip-Design-Abteilung unter Leitung Johny Sroujis entwickelt, die aus der übernommenen Firma P.A. Semi entstanden ist. Er kombiniert eine ARM-CPU mit einem PowerVR-Grafikprozessor und übernimmt zudem die Funktionen eines herkömmlichen PC-Chipsatzes. Der A4 entspricht bis auf minimale Detailänderungen in Cachegröße und Multiplikator seinem Vorgänger. Oftmals wird die Bezeichnung Apple A4 alleine für den ARM-Prozessor verwendet, dies ist aber genaugenommen nicht richtig. Die interne Bezeichnung Samsung S5L89xx der Vorgänger SoCs wurde beim A4 beibehalten, der Name Apple A4 dient dem Marketing. Die eigentliche Bezeichnung des A4 lautet S5L8930, der A4 gehört somit weiterhin zu den S5L SoCs.
Vorgänger des A4 war der S5L8922, Nachfolger der Apple A5.
Der A4 wurde zusammen mit dem iPad der 1. Generation am 27. Januar 2010 vorgestellt. Zudem wurde er im iPhone 4, im iPod touch der 4. Generation sowie im Apple TV der 2. Generation eingesetzt.

## Beschreibung
Das System-on-a-Chip verbindet CPU, integrierte GPU und andere Teile. Zu den verwendeten Komponenten gibt es nur wenige Angaben. Als Hauptprozessor kommt ein ARM-Cortex-A8-Kern mit maximal 1 GHz Taktfrequenz (im iPad) zum Einsatz. Die Standardtaktfrequenz im iPhone 4 beträgt 800 MHz, im iPod touch 4G 776 MHz. Der Grafikprozessor ist ein PowerVR SGX 535, der von einem PowerVR VXD für Audio- und Videowiedergabe unterstützt wird. Letzterer wurde von Imagination Technologies lizenziert, wie in deren Jahresbericht vom 18. Dezember 2009 zu lesen ist. Der A4 unterstützt OpenGL ES 2.0, OpenGL 2.0 sowie OpenVG 1.0.1 und 1.1.
Im Wettbewerb stehende Architekturen ähnlicher Produkte sind Qualcomms Snapdragon, Texas Instruments’ OMAP 4, Nvidias Tegra 2 und Samsung Exynos.
Die Webseite iFixit hat Anfang April 2010 den im iPad verbauten Apple A4 von der kanadischen Firma Chipworks untersuchen lassen. Dazu wurde der Chip Lage für Lage geschliffen, mit Säure behandelt und unter einem Elektronenmikroskop untersucht.
Die Untersuchung erbrachte folgende Ergebnisse:
- Der Chip besteht aus mehreren übereinander angeordneten Lagen mit drei Dies in Multi-Chip-Modul-Bauweise.
- Zwei Lagen sind jeweils ein DDR-SDRAM von Samsung mit je 1 GBit (128 Megabyte) Speicherkapazität (insgesamt 256 Megabyte); beim iPhone 4 wurde die Speicherkapazität auf 512 MB verdoppelt.
- Die dritte Lage ist der eigentliche ARM-Cortex-A8-Prozessorkern.

## Designfehler
Ein Designfehler der älteren S5L89xx iPhone-Hauptprozessoren wurde im A4-Chip übernommen: Es lässt sich durch den sogenannten limera1n Exploit beliebiger Code ausführen, was vor allem von Jailbreaks genutzt wurde. Dieser nicht durch Software-Updates patchbare Fehler erlaubt es unter anderem auch die Code-Sperre des iPhones durch das Ausführen eines Brute-Force-Programms innerhalb weniger Minuten ohne großen Aufwand auszulesen. Dieser Fehler wurde mit dem Nachfolger, dem Apple A5 behoben.

## Trivia

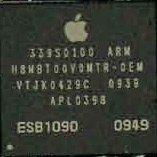
Apple-A4-Chip mit der typischen Beschriftung der durch P.A Semi designten S5L-SoCs. S5L8930 ist hier als APL0398 spiegelverkehrt aufgedruckt.

Das von Apple propagierte Aussehen des A4-Chips wurde erst mit den fertigen iPads eingeführt, während die A4-SoCs in den Prototypen des iPads in ihrer Beschriftung den vorhergegangenen durch P.A. Semi designten S5L-SoCs ähnelten.